# Peetri, Harjumaa
För andra betydelser, se Peetri.
Peetri (tyska: St. Petri) är en småköping (estniska: alevik) i Rae kommun i landskapet Harjumaa i norra Estland. Orten ligger vid Riksväg 2 (E263), direkt söder om huvudstaden Tallinn, söder om Tallinns flygplats och öster om Ülemistesjön.
I kyrkligt hänseende hör orten till Jüri församling inom den Estniska evangelisk-lutherska kyrkan.

## Galleri

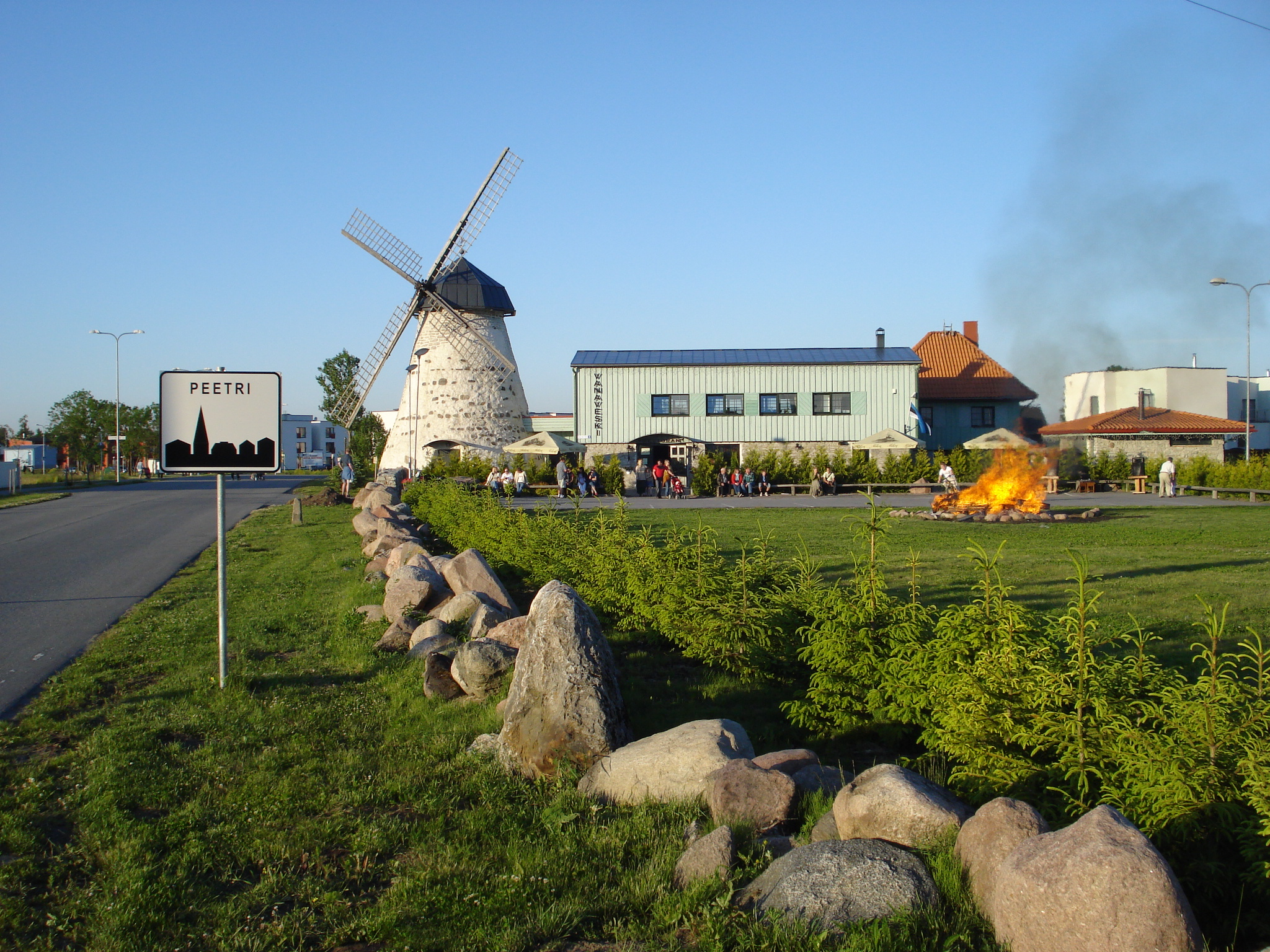
Gamla väderkvarnen i Peetri, numera restaurang.
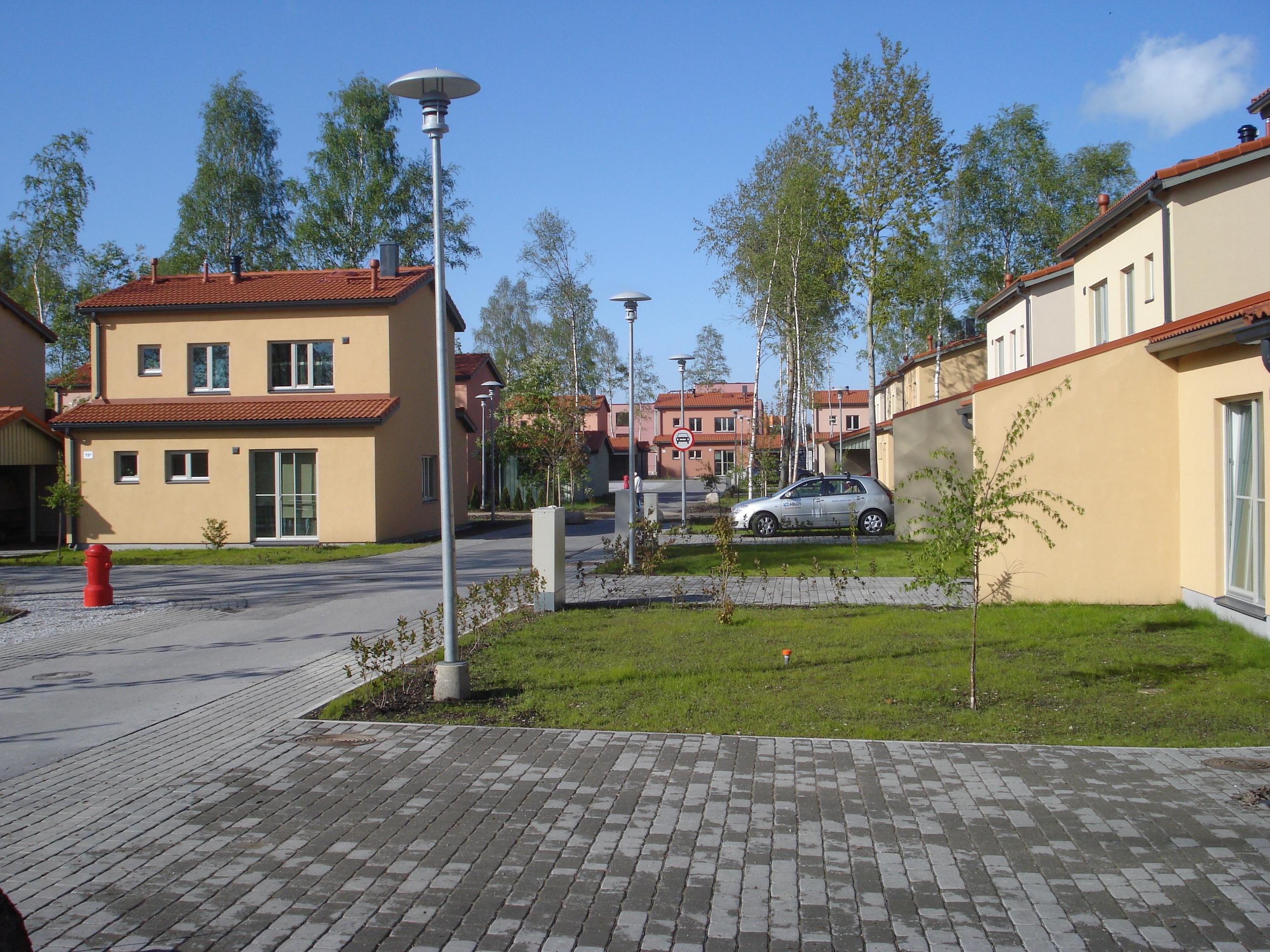
Kvarteret Rootsiküla ("Svenskby").
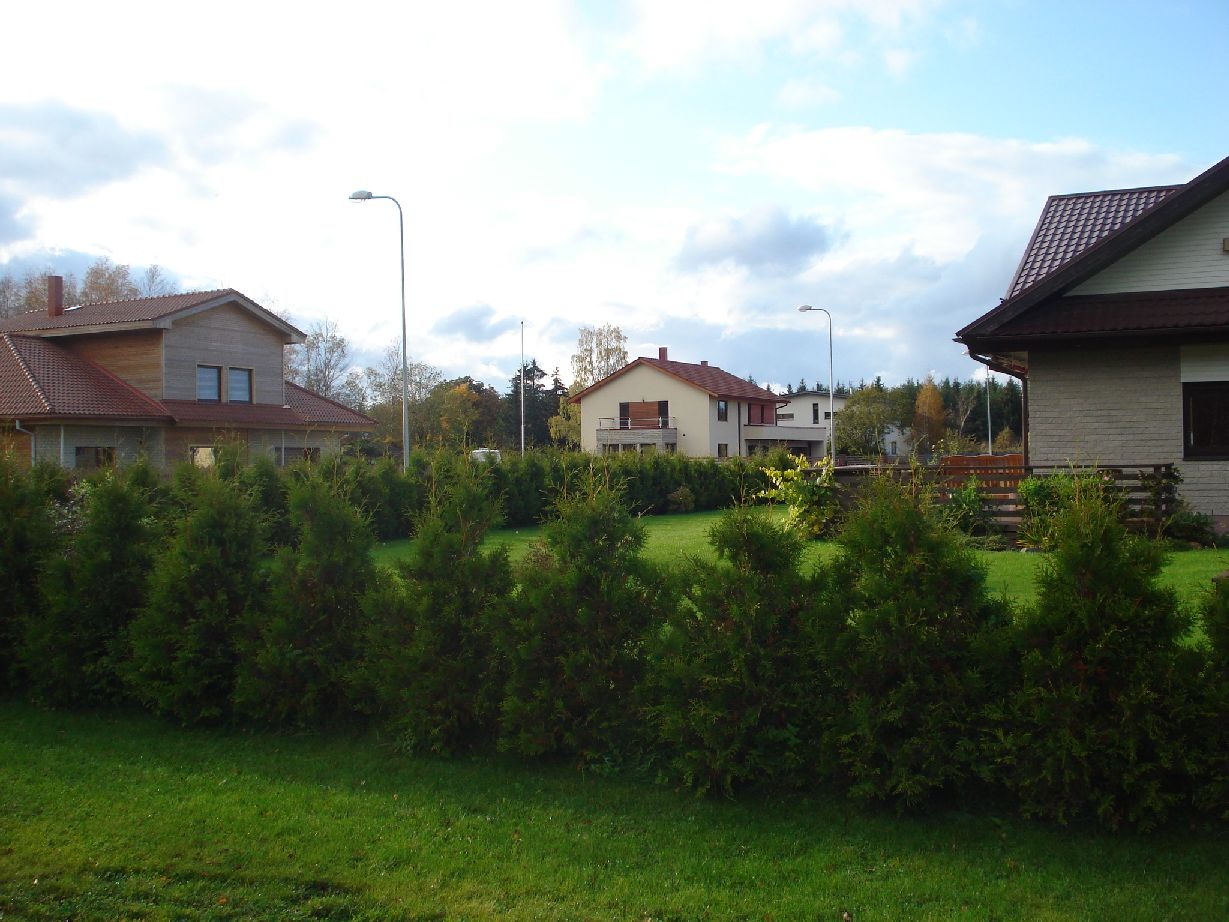
Bostadsområdet Häälinurme.

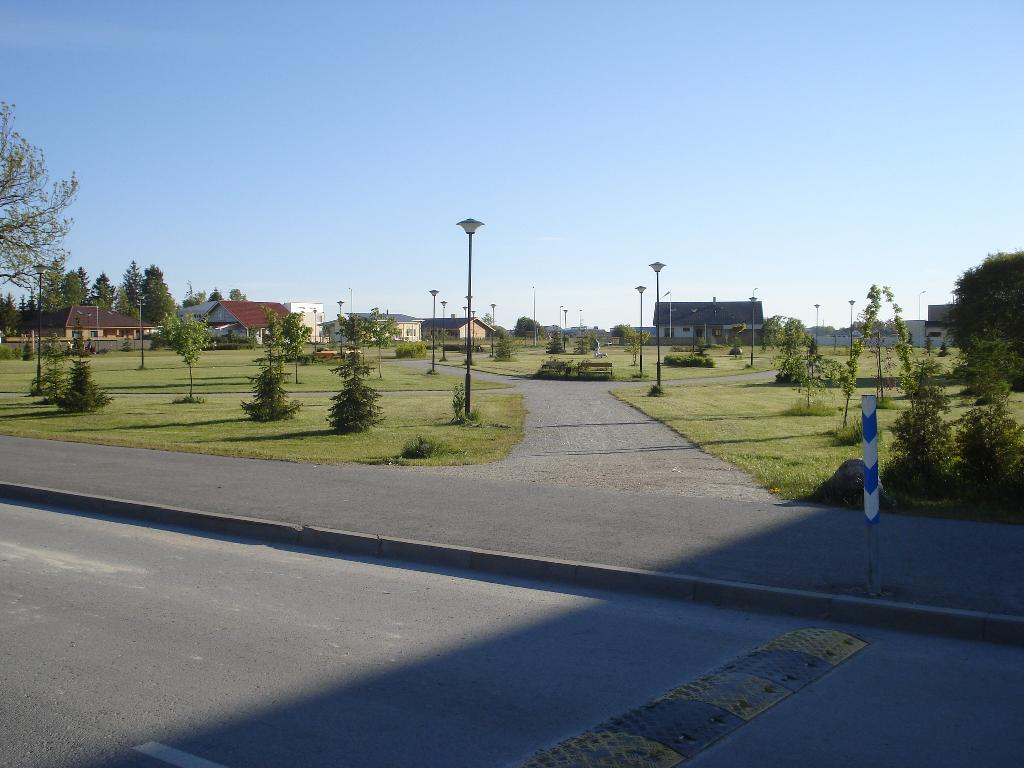
Peetri park.
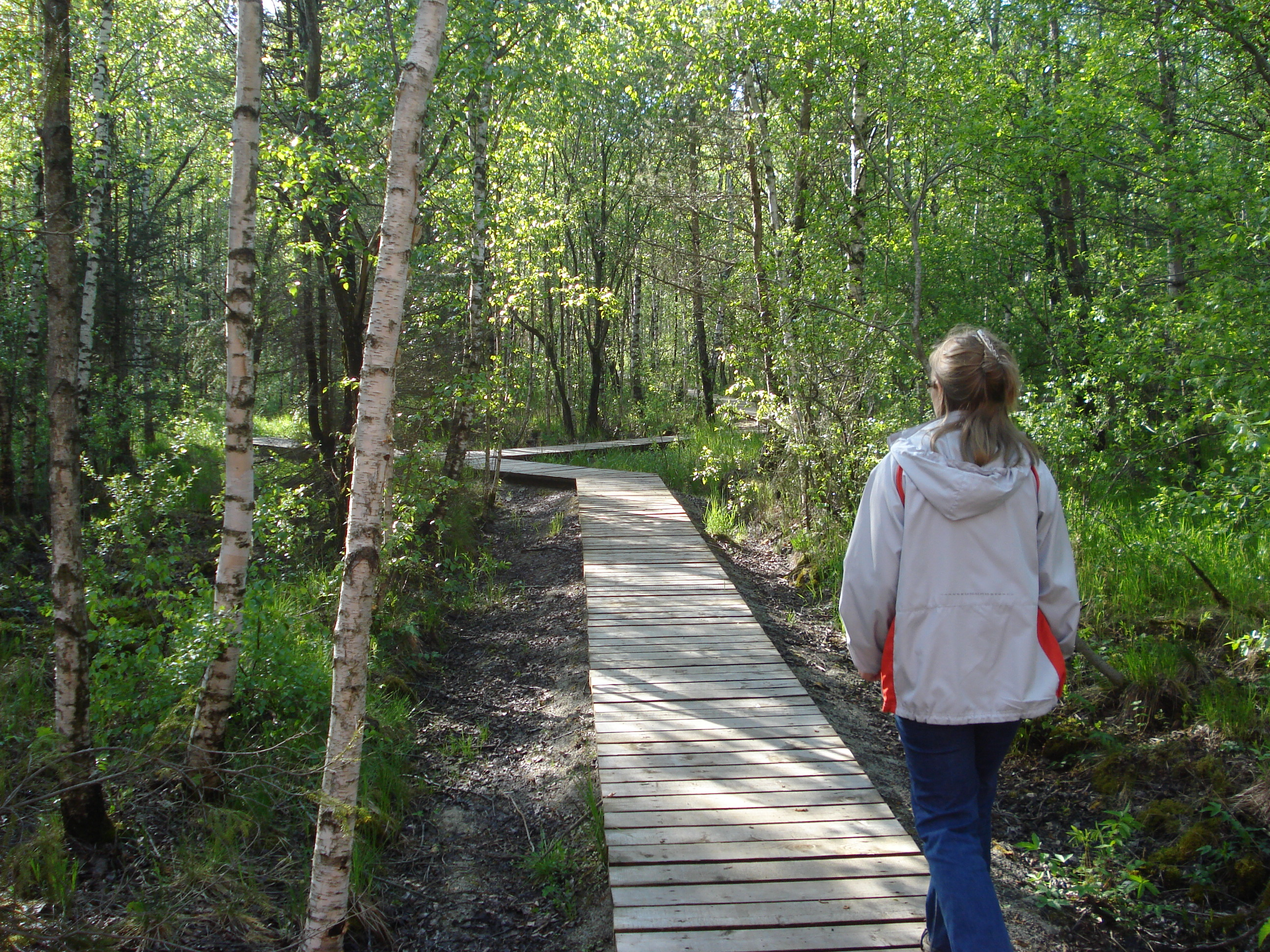
Kuldala park.
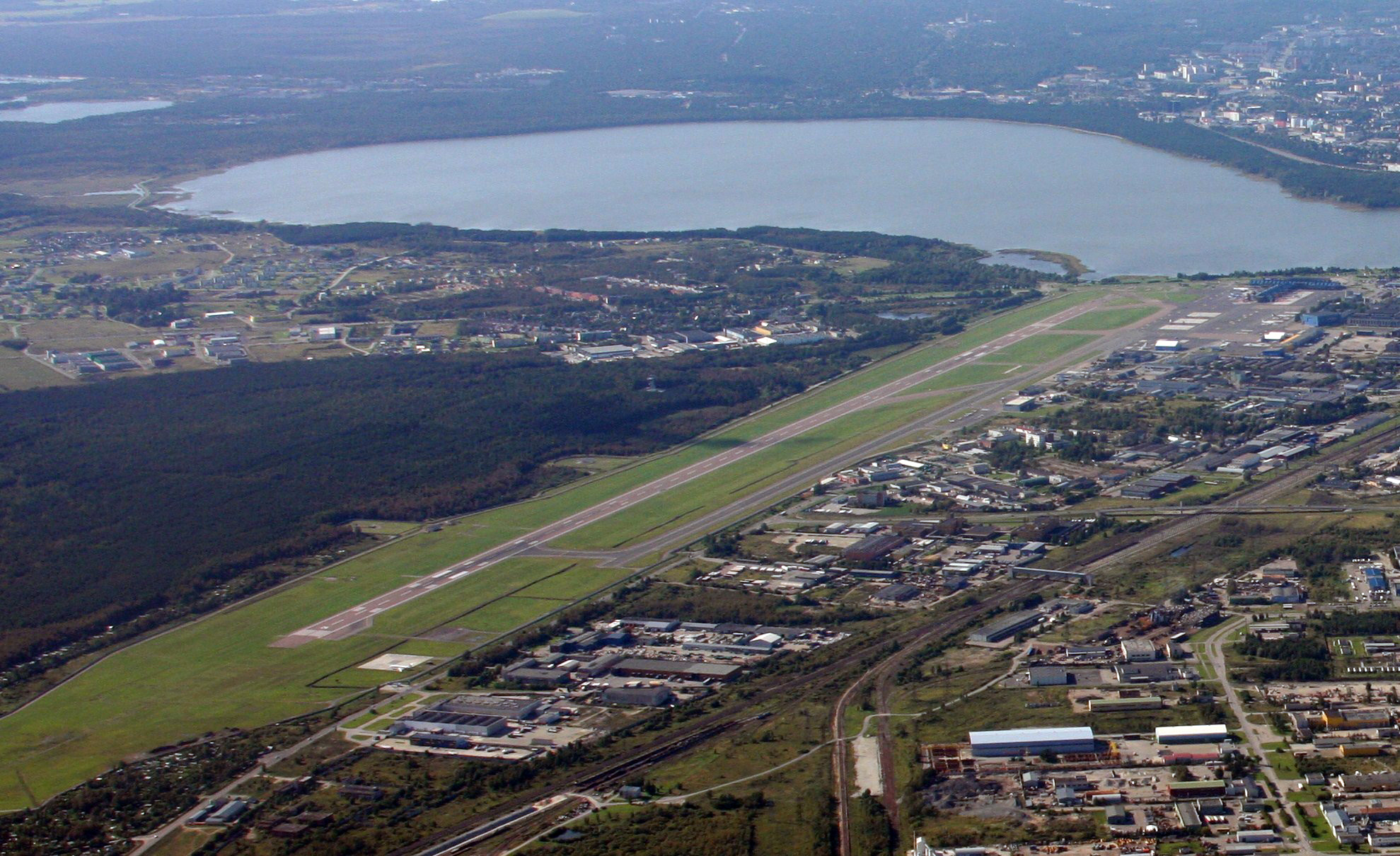
Tallinns flygplats med Peetri och Ülemistesjön i bakgrunden.